# آب‌تل

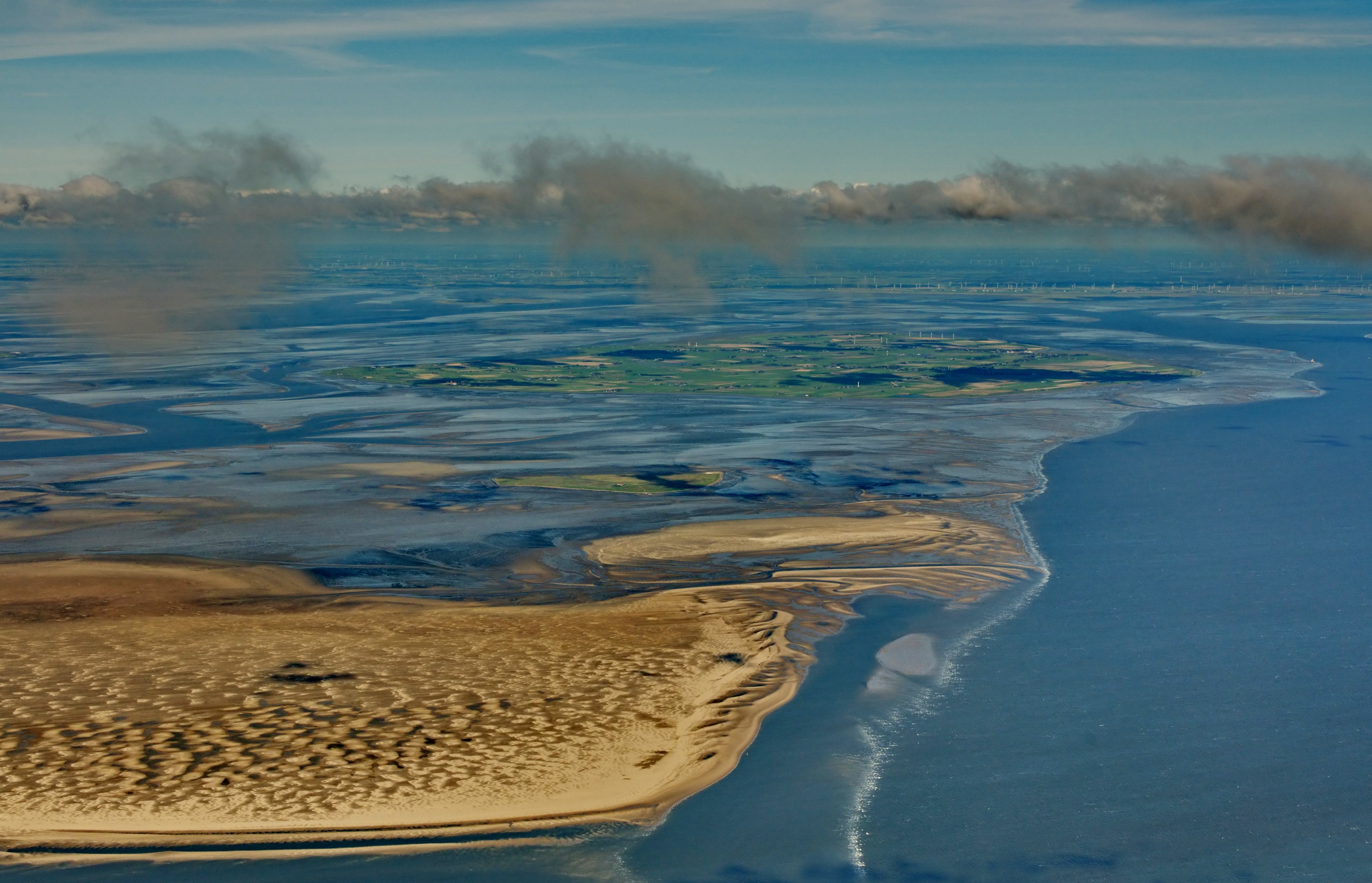

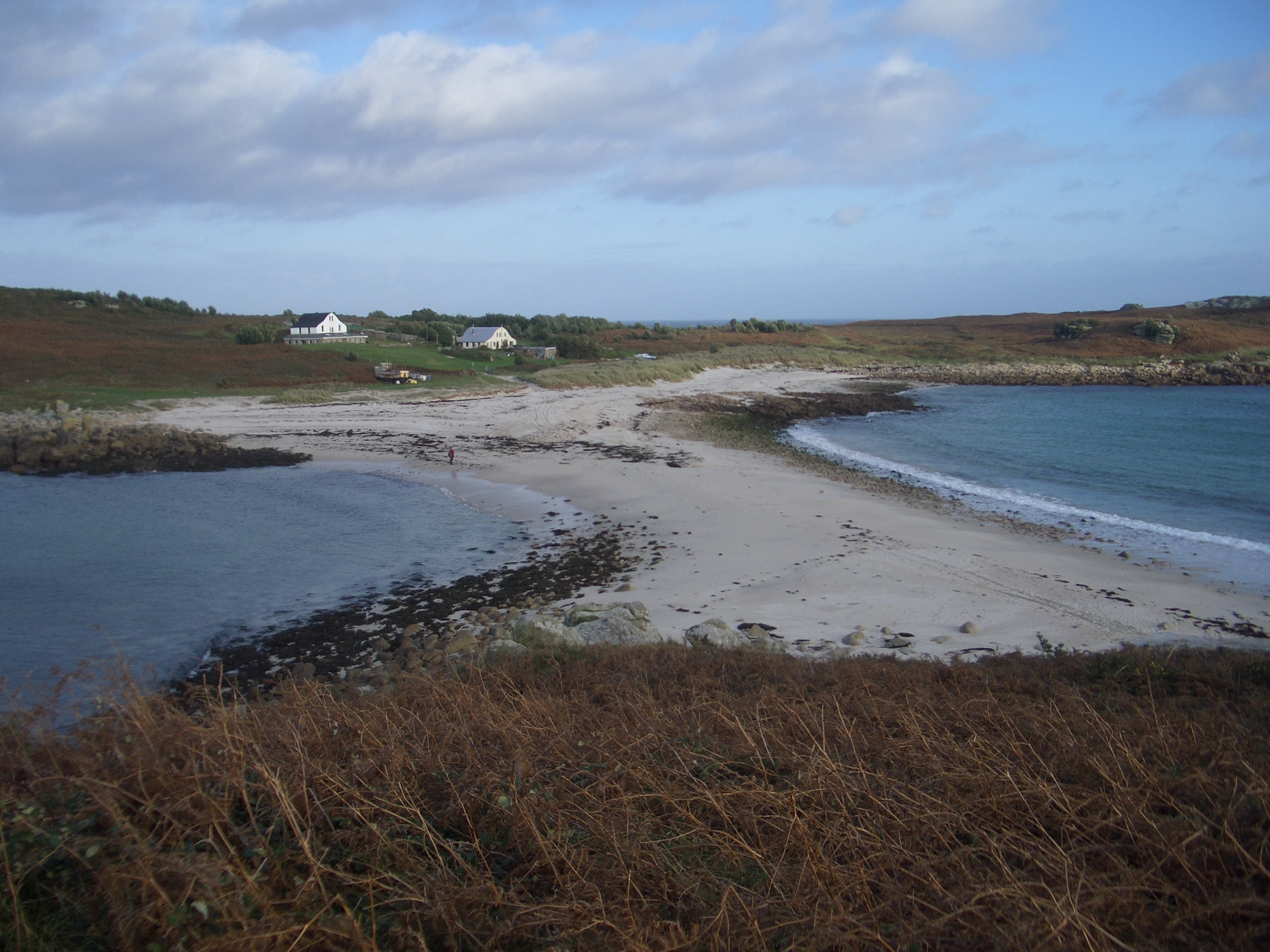
آب‌تل دریای کورن‌وال را از مرداب سمت چپ جدا کرده‌است

به پشته‌ای از گل و لای و شن و ماسه که در عمق کمی زیر آب قرار گرفته باشد آب‌تَل می‌گویند. آب‌تل‌ها معمولاً برای کشتیرانی خطرناک هستند.
اگر آب‌تلی مقداری زیر سطح آن قرار گرفته باشد به آن «تپهٔ زیرآبی» هم گفته می‌شود.